# Gallarate–Laveno-vasútvonal
A Gallarate–Laveno-vasútvonal egy 46 km hosszúságú, normál nyomtávolságú vasútvonal Olaszországban, Gallarate és Laveno-Mombello között. A vonal 3000 V egyenárammal villamosított, fenntartója az RFI.